# محمود إبراهيم سيف
محمود أحمد إبراهيم سيف ويُعرف باسم محمود إبراهيم، (أبو جهاد؛ 13 يوليو 1924 – 2 مارس 1999) أديب وعالم في الأدب العربي من مدينة طولكرم الفلسطينية، كان عميدًا لكلية الآداب في الجامعة الأردنية، وأستاذ شرف في قسم اللغة العربية وآدابها بالجامعة، وعضوًا في مجمع اللغة العربية الأردني.

## سيرته
وُلد أبو جهاد محمود أحمد إبراهيم سيف بتاريخ 13 يوليو 1924 في مدينة طولكرم الفلسطينية التي وُلد ونشأ فيها أيضًا ابنُ أخيه الأديب الدكتور وليد سيف.
حصل محمود على درجة البكالوريوس من جامعة لندن، كما نال درجة الماجستير في "الدراسات العربية والإسلامية" منذ ذات الجامعة، وكان أول من ترجم المتنبي في جامعة لندن عام 1947، وحصل عام 1965 على درجة الدكتوراه في "الفلسفة في الدراسات العربية" من كلية الدراسات الشرقية والإفريقية بجامعة لندن.
بدأ حياته التربوية والتخصصية (الأكاديمية) معلمًا للغة العربية في مدرسة الفاضلية التاريخية في مدينة طولكرم، وشغل مركز مساعد عميد كلية المعلمين في ليبيا منذ عام 1955 وحتى عام 1958، ومنذ عام 1965 وحتى عام 1968 تولى منصب الوكيل المساعد وزارة التربية والتعليم الأردنية، ثم عمل في التدريس بالجامعة الأردنية منذ عام 1968 وحتى وفاته عام 1999.
في السبعينات كان عضوًا في اللجنة الأردنية للتعريب والترجمة والنشر، ومثَّل الأردن في المنظمة العربية للتربية والثقافة والعلوم (أليكسو) التابعة لجامعة الدول العربية التي هدفها الحفاظ على الثقافة العربية، كما عمل خبيرً ثقافيًا عربيًا في منظمة اليونسكو في باريس منذ عام 1978 وحتى عام 1980.
عمل عميدًا للدراسات العليا والبحث العلمي في الجامعة الأردنية منذ 1 أغسطس 1976 وحتى 16 سبتمبر 1978، ثم عميدًا لكلية الآداب في الجامعة الأردنية منذ عام 1980 وحتى عام 1983، وكان أستاذ شرف في قسم اللغة العربية وآدابها في الجامعة، وشغل منصبَ نائب رئيس الجامعة، وهو عضو في مجمع اللغة العربية الأردني، وأحد مؤسسي الحركة الإسلامية في الأردن.
اختارته رابطة الأدب الإسلامي العالمية عام 1985 عضوًا في الرابطة؛ وذلك لمشاركته في تعزيز العَلاقات بين الأدباء المسلمين.

## من مؤلفاته
له مجموعة من المؤلفات، منها:
- "فلورنسة في عهد دانتي"، ترجمة، عام 1967.[13]

- "مفهوم الجهاد في الإسلام"، عام 1969.[14]

- "صدى الغزو الصليبي في شعر ابن القيسراني"، عام 1971.[15]

- "الفتاة المسلمة ومتطلبات تربيتها في مجتمع اليوم"، عام 1972.[16]

- "أبو حيان التوحيدي في قضايا الإنسان واللغة والعلوم"، عام 1974.[17]

- "حركة الترجمة في الوطن العربي"، عام 1974.[18]

- "فضائل بيت المقدس في مخطوطات عربية قديمة"، عام 1985.[19]

- "أغاني أمير عربي"، عام 1988.[20]

## أوسمة
نال محمود إبراهيم الأوسمة التالية:
- وسام التربية الأردني من الدرجة الأولى، عام 1984.[4]

- وسام القدس للثقافة والآداب والفنون، في التسعينات، وقد قلده إياه الزعيم الفلسطيني ياسر عرفات تكريمًا وتقديرًا له.[21][22]

## حياته الشخصية
تزوَّج ابنُ أخيه الأديبُ الدكتور وليد سيف، ابنتَه إيمان.
وكان محمود إبراهيم سيف هو الذي استقبل عام 1993 الملكَ الأردني الحسين بن طلال الذي قدِمَ لطلب يد رانيا الياسين للأمير عبد الله بن الحسين حينئذ، وتحدَّث محمود وأجاب باسم أسرة رانيا.

## وفاته
توفي صباح يوم الثلاثاء 14 ذي القَعْدة 1419هـ الموافق 2 مارس (آذار) 1999، عن عمرٍ ناهز حوالي 75 عامًا.
نعاه عددٌ كبير من الشخصيات والأدباء والسياسيين الأردنيين والفلسطينيين والعرب، كان منهم رئيسُ الوزراء الأردني يومئذ عبد الرؤوف الروابدة، وعدد من رؤساء الوزراء السابقين في الأردن: أحمد عبيدات، وطاهر المصري، وعبد السلام المجالي، وقاضي قضاة الأردن عز الدين التميمي، ورئيس مجمع اللغة العربية الأردني عبد الكريم خليفة، وغيرهم.

## وصلات خارجية
- محمود إبراهيم سيف على موقع أرشيف الشارخ.
- صورة لمحمود إبراهيم سيف خلال تقليده بوسام القدس للثقافة والآداب والفنون من قبل الزعيم الفلسطيني ياسر عرفات في التسعينات.
- تصفح كتاب الفتاة المسلمة ومتطلبات تربيتها في مجتمع اليوم لمحمود إبراهيم سيف عام 1972.